# Nalón
El río Nalón es un río del norte de España que discurre íntegramente por la comunidad autónoma de Asturias. Tiene una longitud de 153 km, nace en la Fuente la Nalona, en el puerto de Tarna, (Caso) y desemboca entre San Esteban de Pravia y San Juan de la Arena formando la ría de Pravia tras regar la vega de Peñaullán y recibir al río Narcea en Forcinas (Pravia). La longitud del Nalón considerando también la ría de Pravia es de 158 km, siendo tanto por longitud como por la superficie de su cuenca el mayor de los ríos de la vertiente Cantábrica de la península ibérica. 
En su cuenca se halla una importante reserva de carbón, explotada principalmente en el concejo de Langreo.
Aunque el caudal medio es de 55,18 m³/s, se alcanzan máximos y mínimos anuales de 1250 y 3,40 m³/s respectivamente.
El Nalón siempre ha sido un atrayente de población y fuente de riqueza. En la Edad Media había cuatro territorios diferenciados alrededor de su cuenca: el valle de Caso, donde confluye con el río Orlé, el territorio ovetense, la comarca de Candamo, y finalmente el territorio Sauto, desde el Candamo hasta la mar, entre Muros y la sierra Gamonéu, que a inicios del siglo XII inicia a alternar con el nombre de Pravia. Entretanto el siglo XVIII se proyectó hacerlo navegable para favorecer el traslado del carbón desde la incipiente cuenca minera hasta Gijón, pero Jovellanos lo consideró inviable.

## Toponimia
Su nombre ha cambiado a lo largo los tiempos. Estrabón es el que la hace primera mención de este río que consigna como Melsos; pero es muy probable, según opinión de José Manuel González, que el tal Melsos en un sea más que una helenización de Naelus o Nailos que es como aparece en Ptolomeo en un intento de transcribir el nombre del río que corre por tierras astures, acaso *Náelo o *Nelo.
En los documentos del reino asturiano aparece como Nilo,-onis (constatación sin duda de influjo bíblico), con variantes del tipo Nalo, -onis que se acerca al actual expresión Nalón. En esta probablemente se entrecrucen algunas influencias fonéticas entre las que ha de subrayar la ejercida por el verbo asturiano nalar ‘nadar’, esnadar ‘mover las alas’.
El propio González sospecha que nos encontramos ante una base indoeuropea *NER, *NAR, con posibles variantes *NEL, *NAL, y significado de ‘agua’ que explicaría el nombre de algunos ríos asturianos.

## Curso

### Curso alto
Tras su nacimiento, y después de recorrer algunos kilómetros, a la altura Campo Caso, forma, por el relieve kárstico del terreno, la Cueva Deboyu, para volver a la superficie más abajo de la aldea de Las Yanes, en el mismo concejo de Caso. A la altura de Coballes, en un lugar ahora sumergido en el pantano de Tanes, recibe por la izquierda las aguas del río Caleao. Tras atravesar el concejo de Sobrescobio y dejar atrás los pantanos de Tanes y Rioseco se encamina para el concejo de Laviana, donde pasa al lado de Condado y podemos ver el famoso Torrejón, una obra medieval del siglo XIV, de planta rectangular con paredes a base de mampostería y sillares, con ventana y escudo. Y unos kilómetros más abajo, el puente de Arcoque, un puente romano de datación incierta.
Después atraviesa San Martín del Rey Aurelio, en el que recibe por la izquierda, entre otros, las aguas del río de Santa Bárbola. Tras atravesar el concejo de Langreo, en el que se une con las aguas que le aporta el río Candín por su orilla derecha, entra en Oviedo por Veguín.  

### Curso medio
El curso medio se inicia en el concejo de Oviedo, concejo por el que atraviesa localidades como Udrión, Olloniego o Pintoria. Abandona el concejo ovetense para pasar para el de Ribera de Arriba, en el que se localiza la presa que le aporta agua a la central térmica de Soto de Ribera y en el que recibe, por la izquierda, las aguas que el río Caudal trae desde los concejos de Morcín y Riosa, Mieres, Aller y Lena. De vuelta en Oviedo, y tras pasar por tierras de las parroquias de Puerto y Caces, llega a Trubia, dónde recibe por la izquierda las aguas del río homónimo. Desde allí hasta la junta con el río Nora, a la altura del pueblo reguerano de Tahoces, el Nalón, embalsado dos veces por las presas del Furacón y de Priañes, hace de frontera entre los concejos de Oviedo y Las Regueras. Tras unirse con las aguas del ya citado Nora que lo aborda por la derecha, sigue, camino del mar, por tierras del concejo de Grado.

### Curso bajo
El Nalón sigue su curso por los concejos de Candamo y Pravia. En este último, amuralla el pueblo de Forcinas, recibe por la izquierda el río Narcea que trae el agua de los concejos de Cangas del Narcea, Allande, Tineo, Miranda y Somiedo entre más otros. Con el caudal muy aumentado por el importante aporte del Narcea, pasa a la vera de la villa de Pravia, que queda a su izquierda, y se encamina hacia el mar. Envuelve el islote de Arcubín, cubierto hoy en día de plantaciones de kiwi, y tras pasar por debajo del viejo puente de la N-632, forma la ría de San Esteban. Después de dejar villa y puerto de San Esteban a la izquierda y la villa de La Arena a la derecha muere dócil en el mar Cantábrico, tras recorrer 145 kilómetros y recoger las aguas de los 4.839 km² que la forman cuenca hidrográfica del Nalón-Narcea.

### Localidades que atraviesa

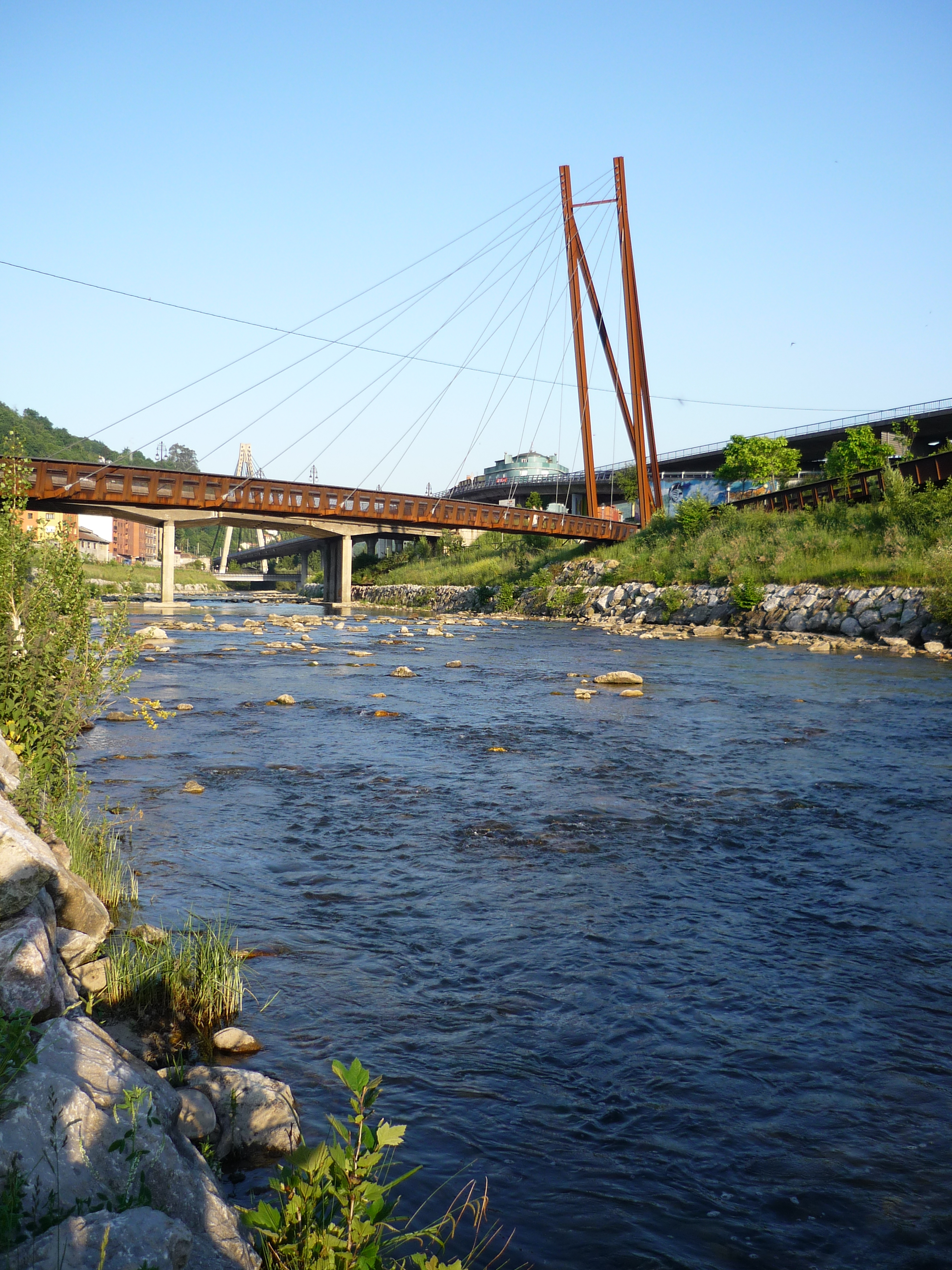
El Nalón a su paso entre Sama y La Felguera

Ordenadas desde la desembocadura hasta el nacimiento:
Bajo NalónSan Esteban de Pravia (Muros de Nalón), San Juan de la Arena (Soto del Barco), Soto (Soto del Barco), Riberas de Pravia (Soto del Barco), Peñaullán (Pravia), Santianes del Rey Silo (Pravia), Pravia (Pravia), Santoseso (Candamo), Forcinas (Pravia), Ponga (Pravia), San Tirso (Candamo), Aces (Candamo), Santoseso (Candamo), San Román (Candamo), Grullos (Candamo), Murias (Candamo), Cuero (Candamo).
Curso medioCastañedo (Grado), Peñaflor (Grado), Santa María de Grado (Grado), Valduno (Las Regueras), Pintoria (Oviedo), Caces (Oviedo), Puerto (Oviedo), Udrión (Oviedo), Godos (Oviedo), Olloniego (Oviedo), Tudela Veguín (Oviedo), Box (Oviedo), Palomar (Ribera de Arriba), Soto de Ribera (Ribera de Arriba) y Ferreros (Ribera de Arriba).
Valle del NalónFrieres, Barros, La Felguera, Lada, Sama y Ciaño (Langreo), El Entrego, Sotrondio y Blimea (San Martín del Rey Aurelio), Barredos, Carrio, Pola de Laviana, Entralgo,  Puente D'Arcu, Lorío y El Condao (Laviana), Rioseco (Sobrescobio), Abantro, Coballes y Campo de Caso (Caso).

## Afluentes

### Margen izquierda

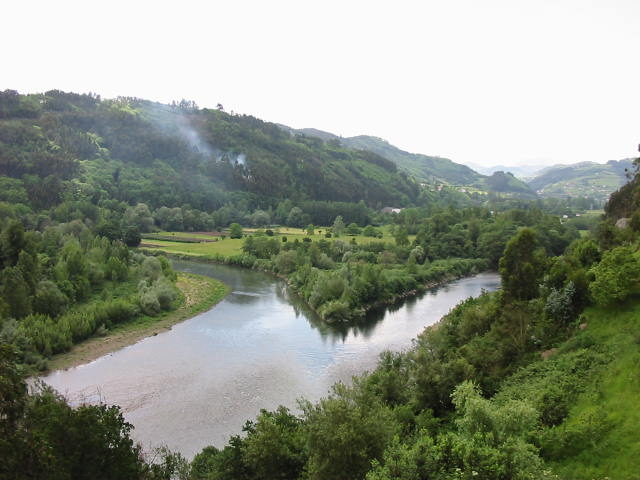
El río Narcea en su confluencia con el Nalón

Sus principales afluentes se encuentran en su margen izquierda, la mayoría nacidos entre la ría cantábrica y el puerto Leitariegos:
- Narcea: es el principal afluente con 97 km de longitud.
- Caudal: de 18 km.
- Trubia: de 46 km.
- Cubia: de 41 km.
- Sama: de 16,5 km, desemboca cerca de Llera, Grado.
- Aranguín:18−20 km, es el tributario más bajo por este margen, uniéndose al Nalón a la altura de Pravia.

### Margen derecha
Por su margen derecha los afluentes son mucho más pequeños, excepto el Nora, por la cadena montañosa que lo limita por ese lado:
- Nora: de 67 km.
- Orlé: de 11 km, confluye con el Nalón cerca de Abantro, en el concejo de Caso
- Candín